# Drottningens juvelsmycke

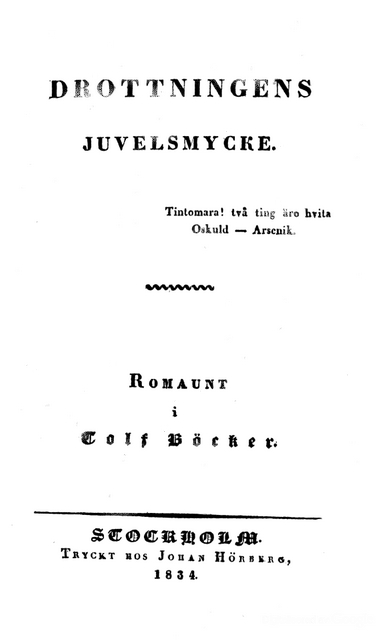
Titelsidan till Drottningens Juvelsmycke av Carl Jonas Love Almqvist, 1834.

Drottningens juvelsmycke (eller Azouras Lazuli Tintomara) är ett läsdrama/roman av Carl Jonas Love Almqvist. Den utgör band IV av den så kallade duodesupplagan av Törnrosens bok, och utkom 1834. Drottningens juvelsmycke utspelar sig strax före och under tiden för mordet på Gustav III år 1792. I romanen figurerar en av den svenska litteraturens mest mytomspunna gestalter – den androgyna Tintomara. Drottningens juvelsmycke räknas ibland som Sveriges första historiska roman. Även om Almqvist menade att verket var en roman finns här, förutom prosa, också inslag av lyrik och dramatik.

## Handlingen
Romanen kretsar i första delen kring systrarna Adolfine och Amanda, vars historia berättas som en slags ramberättelse till de senare handlingarna.
Handlingen glider sedan över till att fokusera på Tintomara. I romanen är Tintomara barn till en före detta aktris vid Operan, Clara, och Adolf Fredrik Munck af Fulkila; hon är halvsyskon till den omyndige kung Gustav IV Adolf och har under hans barndom varit hans hemliga lekkamrat genom en lönngång upp till slottet. Hon har även en bror hon har växt upp med. Natten för mordet på Gustav III uppträder Tintomara på Operan, där hon möter Adolfine. I boken lockas Gustav III ned till maskeraden genom sin fascination för en androgyn person, dvs Tintomara. Det är emellertid oklart om Tintomara har någon direkt koppling till attentatet.
Tintomara stjäl natten för mordet "drottningens juvelsmycke", en tiara med rubiner, opaler och diamanter, från kungliga slottet (själv anser hon att hon lånar det) och lyckas tillsammans med Adolfine undgå rannsakningen av de närvarande på operan genom att fly genom olika lönngångar. När hennes bror i sin tur stjäl smycket och säljer det hamnar hon i svårigheter med rättvisan. Hennes mor tar livet av sig med arsenik för att skydda barnen, och Tintomara drar på sig broderns kläder för att gå under jorden som man. Tiden efter mordet gömmer sig Tintomara som pojke ute hos en friherrinna på en herrgård på landet, där hon lär känna Amanda och Adolfine, friherrinnans döttrar, och även, i en stuga i skogen, två unga män, Ferdinand och Clas-Henrik, som tidigare uppvaktat Amanda och Adolfine men nu gömmer sig för inblandning i kungamordet. Amanda, Adolfine, Ferdinand och Clas-Henrik blir alla fyra förälskade i henne vilket får henne att bryta upp och systrarna att bli psykiskt sargade för livet av olycklig kärlek.
Efter incidenten i herrgården liftar Tintomara med Gustav Adolf Reuterholm till Stockholm där hon interneras av densamme, men lyckas fly och varnar kungen inför hertig Carl att Reuterholm är en farlig man. Hon gömmer sig sedan hos friherrinnan Magdalena Rudenschöld men får fly från även detta gömställe. Till sist tar hon värvning i kungens musikkår som klarinettist men upptäcks av Reuterholms spioner och under tumultet drar hon värjan och skadar en annan soldat. Som straff döms hon till arkebusering, men kungen, hertig Carl och Reuterholm gör tillsammans med regeringen upp om att bara utföra en skenavrättning då hennes legala status som soldat är oklar, och de alla har egna planer på att utnyttja hennes starka dragningskraft i olika syften. Vid skenavrättningen avlossas dock en äkta kula – som det skall visa sig av Ferdinand som tagit värvning som volontär – och Tintomara dör.
En berömd replik från boken uttalas av Tintomaras mor, Clara: "Tintomara! Två ting äro hvita – Oskuld – Arsenik." Den avslutas: "Du, mitt barn, haf oskuld! . . . Jag har arsenik."

## Rollfigurer i verket
Fiktiva karaktärer
- Adolfine
- Amanda
- Balettmästaren
- Benjamin Cohen (juvelerare)
- Clara
- Clas Henrik
- Emmanuel
- Ferdinand
- Friherrinnan
- Onkeln
- Tintomara

Verkliga personer
- Johan Jacob Anckarström
- Gustav III
- Gustav IV Adolf - kommentar : enligt samtida skvaller var Adolf Fredrik Munck drottning Sofia Magdalenas älskare och Gustav IV Adolfs biologiske far
- Gustav Adolf Reuterholm
- Hedvig Elisabet Charlotta av Holstein-Gottorp
- Karl XIII
- Magdalena Rudenschöld

## Mottagande
Romanen fick vid sin utgivning ett blandat mottagande där recensenterna pendlade mellan omdömen som "underlig" och "genialisk".
I Aftonbladet den 8/12 1834 fick romanen en sarkastisk och osignerad recension skriven av O.P. Sturzen-Becker. Han fann boken synnerligen egensinnig och närmast farsartad. Han menade att benämningen "romaunt" uppenbarligen är en experimentell och svårfattlig genre, som karakteriseras av fantasterier, bisarrerier och knalleffekter. Recensionen andades viss respekt men inleddes med ett citat från Johan Henric Kellgrens "Man äger ej snille för det att man är galen".
P. D. A. Atterboms recension i  Swenska Litteratur-Föreningens Tidning 4/2 1835 var emellertid i huvudsak berömmande. Han menade att det var "ett hwerk, vars lyten äro ytterst lätta att undvika, men hwars skönhet äro ytterst svår att likna."
Atterboms beröm väckte kritik av den unge Carl August Hagberg, som i en anonym artikelserie i Uppsala-tidningen Correspondenten gick till angrepp mot Almqvists grundidéer.
En berömmande recension kom även från Johan Ludvig Runeberg i Helsingfors Dagblad som betonade tidsskildringen, porträtten av de historiska personerna och särskilt gestalten Tintomara.

## Drottningens juvelsmycke som drama och film
Liksom Amorina består Drottningens juvelsmycke av omväxlande berättande partier och dramatiska partier. Almqvist beskrev själv verket som en ”fuga, som har slägttycke med Amorina, men, såsom jag tror, bättre än denna”. Modern scenteknik och scenestetik har gjort det möjligt att iscensätta denna typ av drama. Efter att ha satt upp Amorina på Kungliga Dramatiska Teatern 1951 återkom Alf Sjöberg med en uppsättnining av Drottningens juvelsmycke 1957. Urpremiären skedde dock på Teatern i Gamla stan 1953 i regi av Bengt Lagerkvist.

### Teateruppsättningar
- 1953 Teatern i Gamla stan, regi Bengt Lagerkvist, med Åke Lagergren, Bengt Schött, Anders Nyström och Ingrid Edström.
- 1957 Dramaten, regi Alf Sjöberg, med Mona Malm, Georg Rydeberg, Bengt Ekerot, Anita Björk, Anders Ek, Ulf Palme, Tora Teje och Monica Nielsen
- 1961 Malmö stadsteater, regi Hans Dahlin, med Anita Björk, Rune Turesson, Folke Sundquist, Mimmo Wåhlander, Gösta Prüzelius, Gudrun Brost och Lars Passgård
- 1967 TV-teatern, regi Bengt Lagerkvist, med Mimmo Wåhlander, Per Oscarsson, Inga Tidblad, Frej Lindqvist, Bertil Norström, Tor Isedal, Georg Funkquist, Stig Järrel, Sven Wollter, Isa Quensel m fl.
- 1973 Radioteatern, regi Christer Brosjö, med Sven-Bertil Taube, Helge Skoog, Lena Nyman, Rolf Skoglund, Åke Fridell, Ernst Günther, Sigge Fürst och Jane Friedmann
- 1974 Norrköpings-Linköpings stadsteater, regi Torsten Sjöholm
- 1987 Dramaten, regi Peter Oskarson, med Stina Ekblad, Björn Granath, Ulf Johanson, Marie Richardson, Sif Ruud, Pernilla Östergren, Anita Björk, Stellan Skarsgård och Jan-Olof Strandberg
- 1992 Kronobergsteatern, regi Lena Stefenson
- 1992 Tintomara, Dramaten, regi Katarina Sjöberg, med Anita Björk
- 1995 Göteborgs stadsteater, regi Gunilla Berg, med Maria Lundqvist
- 1995 Uppsala stadsteater, regi Joachim Siegård, med Birgitta Englin, Jane Friedmann, Ola Isedal och Cecilia Ljung
- 2008 Dramaten, regi Staffan Roos, med Elin Klinga, Johan Rabaeus, Gunnel Lindblom, Rolf Skoglund, Anja Lundqvist och Thérèse Brunnander.
- 2015 Länsteatern i Örebro, regi Sally Palmquist Procopé
- 2018 Helsingborgs stadsteater, regi Örjan Andersson, med Gustav Berg, Sasha Becker, Emma Mehonic, Sophie Augot, Jernej Bizjak, m fl.

### Film
- 1970 skapade Hans Abramson film baserad på Almqvists roman. Filmen Tintomara hade premiär den 18 november 1970.